# Keşlə Futbol Klubu 2017-2018
Questa voce raccoglie le informazioni riguardanti il Keşlə Futbol Klubu nelle competizioni ufficiali della stagione 2017-2018.

## Rosa
Aggiornata al 1º settembre 2017.
| N. |                        | Ruolo | Calciatore            |
| -- | ---------------------- | ----- | --------------------- |
| 3  | Brasile (bandiera)     | D     | Dênis                 |
| 4  | Azerbaigian (bandiera) | D     | Slavik Alkhasov       |
| 6  | Azerbaigian (bandiera) | C     | Samir Zargarov        |
| 7  | Azerbaigian (bandiera) | C     | Mirsayib Abbasov      |
| 8  | Azerbaigian (bandiera) | C     | Nizami Hacıyev        |
| 9  | Azerbaigian (bandiera) | A     | Pərdis Fərcad-Azad    |
| 10 | Azerbaigian (bandiera) | C     | Elnur Abdullaev       |
| 13 | Azerbaigian (bandiera) | P     | Orkhan Sadigli        |
| 16 | Azerbaigian (bandiera) | P     | Shahin Zakiyev        |
| 19 | Azerbaigian (bandiera) | C     | Mirhuseyn Seyidov     |
| 20 | Azerbaigian (bandiera) | C     | Agshin Guluzade       |
| 22 | Azerbaigian (bandiera) | D     | Ilkin Qyrtymov (cap.) |

| N. |                        | Ruolo | Calciatore         |
| -- | ---------------------- | ----- | ------------------ |
| 24 | Azerbaigian (bandiera) | C     | Fuad Bayramov      |
| 27 | Romania (bandiera)     | D     | Adrian Scarlatache |
| 33 | Azerbaigian (bandiera) | D     | Tarlan Guliyev     |
| 56 | Azerbaigian (bandiera) | C     | Urfan Ismayilov    |
| 58 | Azerbaigian (bandiera) | D     | Zeki Sinan Akkoyun |
| 65 | Azerbaigian (bandiera) | D     | Jabir Amirli       |
| 66 | Azerbaigian (bandiera) | D     | Murad Gayali       |
| 77 | Azerbaigian (bandiera) | D     | Oleg Huseynov      |
| 88 | Azerbaigian (bandiera) | C     | Mammad Guliev      |
| 98 | Azerbaigian (bandiera) | A     | Gara Garayev       |
| 99 | Azerbaigian (bandiera) | A     | Bilal Gambarov     |